# Toma de Fort-Dauphin
La captura de Fort-Dauphin fue un encuentro incruento de las Guerras Revolucionarias Francesas en el que una expedición española bajo Gabriel de Aristizábal se apoderó de Fort-Liberté, entonces llamado Fort-Dauphin, perteneciente a la Francia Revolucionaria. La guarnición colonial francesa, compuestas por más de mil hombres, se rindió sin disparar un solo tiro.

## Captura
Los franceses, bloqueados por tierra y mar, se vieron obligados a capitular. Cuando los españoles tomaron el fuerte, Candy, el comandante francés, fue arrestado y enviado a México para realizar trabajos forzados, mientras que el resto de los prisioneros fueron enviados a Francia como prisioneros de guerra.

## Consecuencias
Con los británicos capturando Pondicherry en el este de India y Martinica, Guadalupe, Santa Lucía y otras pequeñas islas en las Indias Occidentales, la captura de Fort Dauphin por las tropas españolas fue un golpe adicional para aquellos que recibieron a Francia en sus colonias.
El fuerte sería retomado por las tropas republicanas francesas, ahora dirigidas por Toussaint Louverture en el verano de 1795.